# Feuille aldine
Pour les articles homonymes, voir Aldine.
Cette page contient des caractères spéciaux ou non latins. S’ils s’affichent mal (▯, ?, etc.), consultez la page d’aide Unicode.
La feuille aldine, appelée aussi cœur floral, est un caractère typographique (ou casseau) servant d'ornement (cul-de-lampe) représentant une feuille avec un ou plusieurs sarments entrelacés.
Elle doit son nom à l'éditeur et imprimeur vénitien Alde Manuce (1449-1515).

Feuille aldine du XVIe siècle.
Feuilles aldines provenant des casseaux de la police d'écriture ITC Zapf Dingbats.
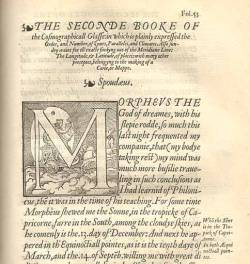
Composition typographique du XVIe siècle, comprenant deux feuilles aldines et la lettrine « M ». Le début du texte est composé en cul-de-lampe.

## Représentation informatique
| Glyphe | Symbole | Unicode Position | Unicode Nom                 | HTML hexadécimal | HTML décimal | UTF-8 hexadécimal |
| ------ | ------- | ---------------- | --------------------------- | ---------------- | ------------ | ----------------- |
|        | ☙       | U+2619           | Cœur floral couché à droite | &#x2619;         | &#9753;      | E2 98 99          |
|        | ❦       | U+2766           | Cœur floral                 | &#x2766;         | &#10086;     | E2 9D A6          |
|        | ❧       | U+2767           | Cœur floral couché          | &#x2767;         | &#10087;     | E2 9D A7          |